# رقص جاز
رقص جاز  یک رده‌بندی به اشتراک گذارده شده توسط حوزه وسیعی از گونه‌های رقص است. قبل از دهه ۱۹۵۰، رقص جاز به گونه‌های رقص ریشه گرفته از رقص بومی آفریقایی آمریکایی منتسب می‌شد. در دهه ۱۹۵۰، یک نوع جدید از رقص جاز – رقص جاز مدرن – ظهور پیدا کرد، با ریشه‌هایی در رقص سنتی کارائیب. هر گونهٔ منحصربه‌فرد رقص جاز ریشه‌هایی یافتنی در یکی از این دو منشأ متمایز دارد. جاز یک موفقیت بزرگ در اوایل دهه ۵۰ بود و هنوز هم یک گونه محبوب در سرتاسر جهان است. حرکات استفاده شده در جاز شامل دستان جازی، لگدها، پرش‌ها، پهلوها، آمیختن، شانه‌های چرخشی، زانوان برگشته می‌باشند.

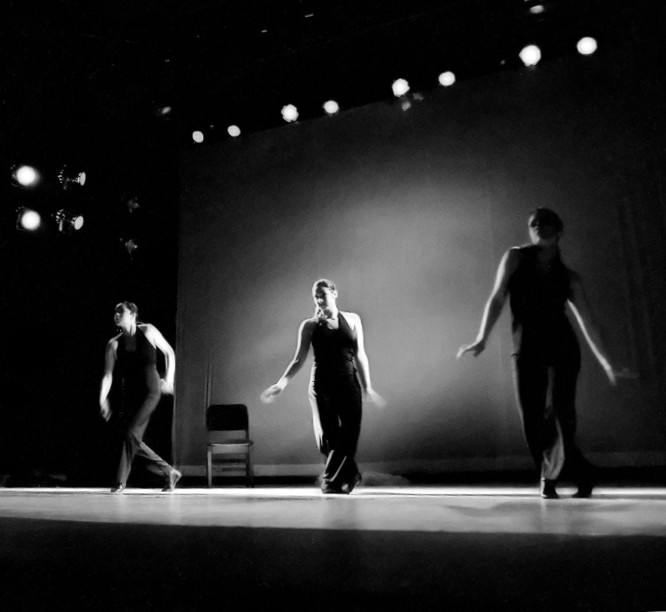
رقصندگان جاز مدرن.

## تاریخ
کلمه جاز اولین بار به یک گونه موسیقی و رقص در جنگ جهانی اول اعمال شد. این نوع رقص همراه با موسیقی جاز در نیواورلئان در اوایل دهه ۱۹۰۰ توسعه یافت. ابتدا در دهه ۱۹۳۰ و در ادامه دهه ۱۹۶۰، رقص جاز از یک نوع بومی به یک نوع رقص نمایشی بر پایه تئاتر تبدیل شد که نیاز به یک رقصنده بسیار تعلیم دیده داشت. در این مدت، رقص پردازانی از دنیای رقص‌های مدرن و باله به تجربه گونه رقص جاز پرداخته بودند. این شامل رقص پردازانی چون جورج بالانچین، اگنس د میل، جک کل، هانیا هلم، هلن تامیریس، مایکل کید، جروم رابینز و باب فاس می‌شود. همه این رقص پردازان با لازم دانستن رقصندگانی بسیار تعلیم دیده برای اجرای یک مجموعه خاص از حرکات، جاز را تحت تأثیر قرار دادند که از نوع عامه نیواولئانی خود در دهه ۱۹۰۰ بسیار متمایز گردید. همچنین در این مدت (در حدود. ۱۹۵۰) رقص جاز به وسیلهٔ گونه‌های رقص کارائیب و دیگر آمریکای لاتین عمیقاً تحت تأثیر قرار گرفت که به واسطه فرهنگ‌شناس و رقصنده کاترین دانهام معرفی گردیده بودند. جاز همچنین مانند رقص پردازی است.

## قسمت‌ها
سراسر تاریخش، رقص جاز برابر با موسیقی عامه پسند توسعه یافته‌است. این الگو توسعه باعث مقداری از اساس حرکات کلیدی به این گونه رقص بوده‌است، که مهم‌ترین آن بودن جاز به عنوان خصیصه فیزیکی موسیقی عامه پسند یک دوره معین است. به عنوان مثال طی یک دوره رکود جاز از ۱۹۴۵ تا ۱۹۵۴، هنگامی که باندهای بزرگ و هال‌های رقص در حال کاهش بودند، قسمت بومی رقص از موسیقی جاز کمتری پیروی کرد و بیشتر به سمت راک اند رول متمایل شد، که باعث به وجود آمدن حرکاتی مانند مانکیو جرکشد.
ریتم تقویت شده یک خصیصه رایج در موسیقی جاز است که در اوایل قرن بیستم با رقص جاز تطبیق پیدا کرد و به عنوان یک خصیصه بسیار مهم باقی‌مانده‌است.
تفکیک‌ها یک صفت از حرکات هستند که به وسیلهٔ کاترین دانهام به رقص جاز معرفی شدند.
بدیهه سازی یک اصل مهم در اشکال اولیه رقص جاز بود، همان طوز که اصلی مهم از موسیقی جاز است.
یک مرکز پایین جاذبه و سطح بالای انرژی خصیصه‌های قابل شناسایی مهم دیگر از موسیقی جاز هستند. عناصر دیگر رقص جاز کمتر رایج و سبک سازی‌هایی از رقص پردازان مربوطه خود می‌باشند. به عنوان مثال دست و پاهای معکوس و قوز بالا آمده از باب فاس.

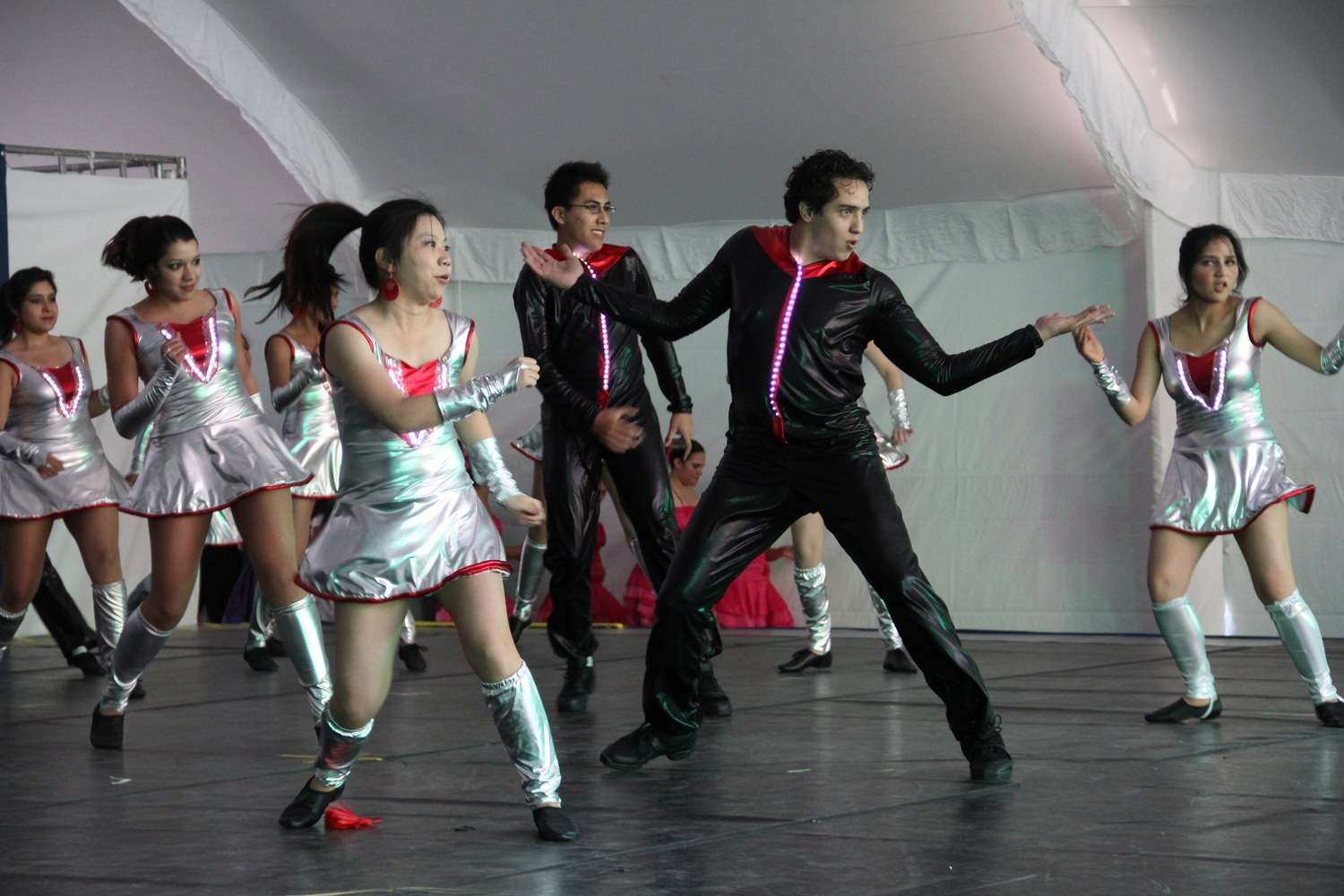
,دانشجویان در حال اجرای رقص جاز در مؤسسه مونتری فناوری و آموزش عالی، مکزیکو سیتی به عنوان قسمتی از فعالیت‌های هفتگی فرهنگی

## کارگردانان، رقصندگان، و رقص پردازان برجسته
- مایکل جکسون، شناخته شده به عنوان پدر پاپ
- کاترین دانهام، فرهنگ‌شناس، رقص پرداز، و پیشگام در تئاتر رقص سیاه. او تفکیک‌ها را به رقص جاز معرفی کرد.
- جک کل، مطرح شده به عنوان پدر تکنیک رقص جاز. اوهمچنین یک الهام دهنده کلیدی به مت متوکس، باب فاس، جروم رابینز، گوئن وردن، و خیلی از رقص پردازان دیگر بود. او با محبوب کردن گونه تئاتر رقص جاز به وسیلهٔ شماری بسیار از کارهای رقص پردازانه اش به روی تلویزیون و برادوی معتبر شد.
- یوجین لوئیس فاچیوتو (مستعار "لوئیجی")، رقصنده با مهارت که، بعد ار رنج بردن از یک تصادف اتوموبیل فلج‌کننده در دهه ۱۹۵۰، یک گونه جدید از رقص جاز را براساس تمرینات گرم‌کننده ایجاد کرد تا از ناتوانی فیزیکی خود دوری کند. برنامه تمرینی که او برای توانبخشی خود ابداً کرد به اولین تکنیک کامل برای فراگیری رقص جاز در جهان مبدل گشت.
- باب فاس، رقص پرداز جاز برجسته که گونه جدیدی از رقص جاز را به وجود آورد که الهام گرفته از فرد آستر و گونه‌های برلسک و وادویل بود.
- گاس جیوردانو، رقصنده و رقص پرداز تأثیرگذار جاز، شناخته شده برای مشخصه‌های حرکتی ماهر و دقیق خود.
- جروم رابینز، رقص پرداز برای شماری ازتئاترهای موزیکال موفق، از جمله پیتر پن، پادشاه و من، ویولنزن روی سقف، کولی، دختر بامزه، و داستان کناره غربی.
- گوئن وردن، شناخته شده برای نقش‌هایش در یانکی‌های لعنتی، شیکاگو، و صدقه شیرین.
- دیوید وینترز، شناخته شده برای برای نقشش به عنوان ا-رب در داستان کناره غربی و به عنوان رقص پرداز برنده جایزه برای فیلم‌ها و برنامه‌های تلویزیونی.
- جین کلی، رقصنده، هنر پبشه، کارگردان، تولیدکننده، و رقص پرداز تحسین شده و برنده جایزه. شناخته شده برای گونه رقص پرانرژی و ورزشی خود و دنبال کردن حرفه اش برای بیش از شصت سال. آواز در باران و روی شهراز آثار ایشان می‌باشند.
- مایکل بنت، کارگردان، نویسنده، رقص پرداز، و رقصنده که برنده جایزه تونی شد. خط هم سرایان و دختران رویایی، نمونه‌هایی از آثار او می‌باشند.[۱]